# Alfred Graefe

Karl Alfred Graefe

Karl Alfred Graefe (* 23. November 1830 in Martinskirchen; † 12. April 1899 in Weimar; auch: Alfred Karl Graefe) war ein deutscher Mediziner.
Graefe, Vetter von Albrecht von Graefe, studierte von 1850 bis 1854 in Halle und Berlin, auch einige Zeit in Paris, 1853 wurde er Assistent bei Graefe und wohnte bis 1857 der ganzen Neugestaltung der Ophthalmologie bei.
1858 habilitierte er sich in Halle für Augenheilkunde und begründete gleichzeitig eine Anstalt für Augenkranke. 1873 erhielt er die ordentliche Professur der Augenheilkunde in Halle. Graefe war seit dem Tod seines Vetters der Hauptvertreter der nach letzterem benannten Schule.
Er erwarb sich sowohl durch seine akademische Lehrtätigkeit als durch seinen rastlosen Eifer in der augenärztlichen Praxis und als ausgezeichneter Operateur einen so großen Ruf, dass jährlich etwa 4.000 Kranke bei ihm Hilfe suchten. Im Jahr 1883 wurde er zum Mitglied der Leopoldina gewählt.
Er schrieb:
- Klinische Analyse der Motilitätsstörungen des menschlichen Auges (Berlin 1858);
- Symptomenlehre der Augenmuskellähmungen (1867);
- Ein Wort zur Erinnerung an A. v. Graefe (Halle 1870).

Mit Theodor Saemisch u. a. gab er das Handbuch der gesamten Augenheilkunde, (Leipzig 1874–80, 7 Bde.) heraus, für welches er die Motilitätsstörungen bearbeitete.